# Paul Müller (Eishockeyspieler, 1896)
Paul „Putzi“ Müller (auch Peter Müller; * 22. Februar 1896 in Davos; † 1974) war ein Schweizer Eishockeyspieler und Gründer des HC Davos. Sein Sohn Paul Müller junior war ebenfalls Eishockeyspieler.

## Karriere
Paul Müller betrieb eine Zahnarztpraxis in Davos, seine Frau war seine Rezeptionistin. 1921 gründete er den HC Davos. Müller selbst war ein vielseitiger Spieler, der zunächst als Torhüter begann, später aber sowohl in der Abwehr als auch als Stürmer spielte. 
Paul Müller nahm für die Schweizer Eishockeynationalmannschaft an den Olympischen Winterspielen 1924 in Chamonix teil. Dabei agierte er nicht nur als Spieler, sondern auch als Trainer des Teams. Bei der Europameisterschaft 1925 gewann er mit seiner Mannschaft die Bronze-, bei der Europameisterschaft 1926 die Goldmedaille. Zwischen 1924 und 1926 war er Präsident des Schweizerischen Eishockeyverbandes.
Nach seiner Spielerkarriere (etwa 1930) betätigte er sich als internationaler Schiedsrichter. Im Zweiten Weltkrieg gehörte er der lokalen Ortswehr an.

## Erfolge und Auszeichnungen
- 1925 Bronzemedaille bei der Europameisterschaft
- 1926 Goldmedaille bei der Europameisterschaft